# Yoshimi
Yoshimi (jap. 吉見町 Yoshimi-machi) – miasto w Japonii, na wyspie Honsiu, w prefekturze Saitama. Według danych na rok 2020 miejscowość zamieszkiwało 18 192 mieszkańców , a gęstość zaludnienia wyniosła 470,8 os./km².